# Kehlani

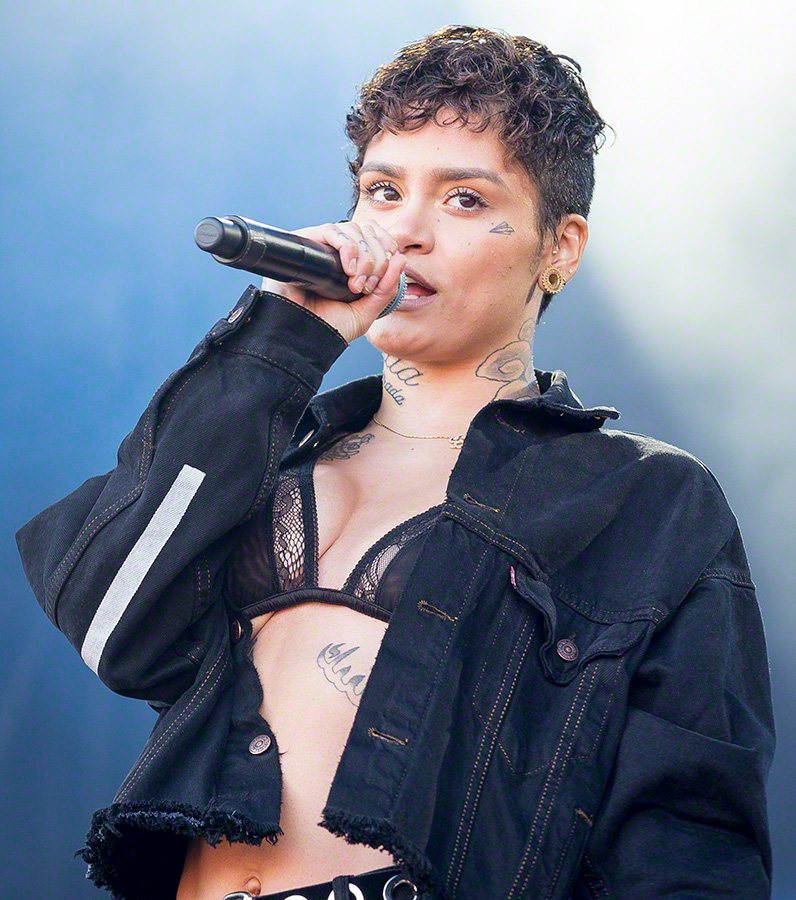
Kehlani (2016)

Kehlani (bürgerlich Kehlani Ashley Parrish; * 24. April 1995) ist eine US-amerikanische R&B-Sängerin und Songwriterin.

## Jugend und Privatleben
Kehlani wuchs in Oakland, Kalifornien auf. Ihre ethnische Zugehörigkeit beschreibt sie als eine Mischung aus „schwarz, weiß, native American & Spanisch“. Kehlani wurde von ihrer Tante aufgezogen, da ihr Vater starb, als sie ein Jahr alt war und ihre Mutter inhaftiert war. Sie strebte eine Tanzkarriere an der Juilliard School an, erlitt aber in der Junior High School eine schwerwiegende Knieverletzung, sodass sie sich dem Gesang widmete. Sie besuchte die Oakland School of Arts mit Tanz als Schwerpunkt. Inspiriert wurde Kehlani durch ihre Tante, die ausschließlich R&B und Neo-Soul hörte.
Kehlani war mit R&B-Sänger PartyNextDoor (bürgerlich Jahron Anthony Brathwaite) liiert, bevor sie 2016 mit dem Basketballer Kyrie Irving zusammenkam. Kurz nach der Trennung von ihm bestätigte Kehlani über Instagram einen Suizidversuch, unter anderem aufgrund psychischer Belastung durch Social-Media-Shitstorms wegen Fremdgeh-Gerüchten mit Ex PartyNextDoor. Kehlani wies über Instagram die Fremdgeh-Gerüchte zurück und betonte dagegen, dass PartyNextDoor „ihr Leben gerettet habe“.
Ende März 2019 brachte die Sängerin ihr erstes Kind, eine Tochter, zur Welt. Vater der Tochter ist Kehlanis Gitarrist Javaughn Young-White.
Laut einem Interview mit dem Magazin Diva schätzt sich Kehlani als "definitiv auf der nicht-binären Skala" ein.

## Karriere

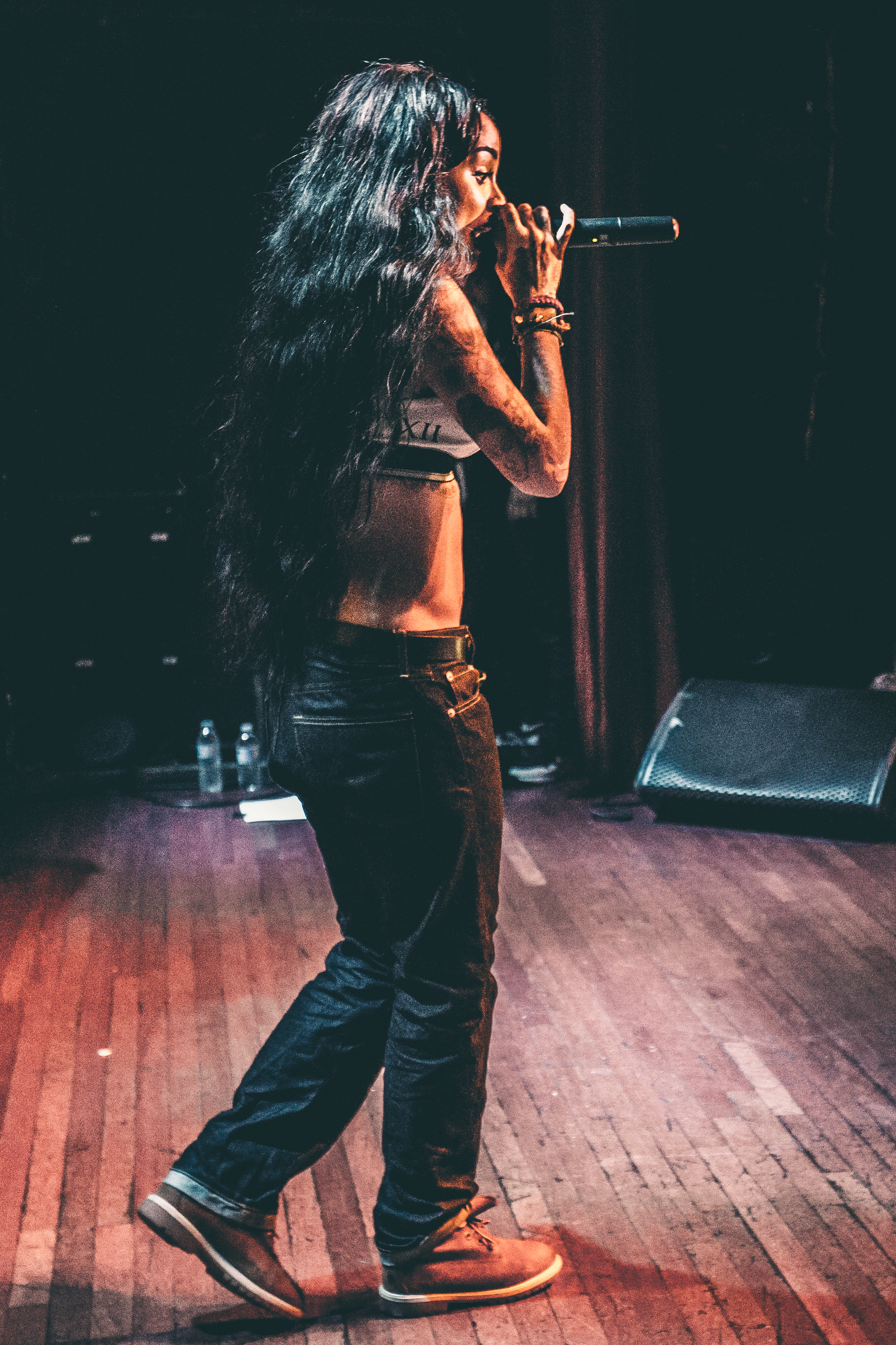
Kehlani (2015)

### Beginn der Karriere mit PopLyFe (2009–2013)
Kehlanis Gesangskarriere begann als Lead-Sängerin in der Pop-Gruppe PopLyFe. Die Gruppe gewann den vierten Platz in der sechsten Staffel America’s Got Talent im Finale. Nach dem letzten Auftritt sagte der Richter Piers Morgan zu ihr, dass Kehlani das Talent habe, auch ohne die Gruppe erfolgreich zu werden.
Kehlani verließ die Gruppe nach America’s Got Talent aufgrund einiger Verwaltungs- und Vertragsstreitigkeiten. Aus Angst, vom Management verklagt zu werden, legte sie eine Gesangspause für ein halbes Jahr ein. Die Jahre 2012 bis 2013 hatte Kehlani kein festes Zuhause und übernachtete auf fremden Sofas. Mit dem Umzug nach Los Angeles, ohne offiziellen Erziehungsberechtigten und ohne Job, begann sie oft Lebensmittel zu stehlen, um sich versorgen zu können.
Im Jahr 2013 lud Nick Cannon, der Moderator von Americas Got Talent, sie ein, in einer Rap-Gruppe Mitglied zu werden. Sie sagte anfangs zu, konnte sich jedoch nicht mit dem Musikstil der Gruppe identifizieren, sodass sie wieder nach Oakland zog.
Dort veröffentlichte sie ihren ersten Song auf Soundcloud names „ANTISUMMERLUV“. Daraufhin bekam sie wieder einen Anruf von Cannon, der ihr ein Apartment in Los Angeles und ein Studio zum Aufnehmen stellte.

### Seit 2014
Kehlani veröffentlichte 2014 ihr erstes Mixtape, Cloud 19. Das Album wurde von Complex unter die 50 aufgeführten besten Alben des Jahres 2014 gewählt. Zudem wurde es von Pitchfork unter „Overlookes mixtapes of 2014“ aufgelistet, VICE betitelte sie als große R&B-Sängerin, die am Anfang ihrer Karriere stehe. Der Song ’til the Morning erreichte bei Billboard großen Anklang.
Ende April 2014 veröffentlichte sie ihr erstes Album You Should be Here. Nach Billboard war es „das erste große R&B-Album des Jahres“. Es erreichte Platz eins der ITunes-RnB/Soul-Charts und Platz zwei bei den R&B-Albums im Allgemeinen. Das Album enthält Gastauftritte von Chance the Rapper und BJ the Chicago Kid. Eine Woche nach der Veröffentlichung ihres Mixtapes unterschrieb Kehlani ihren Vertrag bei Atlantic Records. Sie ging von da an auf „You Should be Here Tour“. Der Rolling Stone zählte sie zu den „10 neuen Künstlern, die man kennen sollte“.
Im Jahr 2016 wurde sie für einen Grammy Award für das „beste zeitgenössische Urban Album“ nominiert.
Für die dritte Staffel der Fernsehserie The L Word: Generation Q wurde Kehlani als Darstellerin in einer Gast-Nebenrolle verpflichtet.

## Diskografie
StudioalbenKehlani/Diskografie